# 大阪大学免疫学フロンティア研究センター
大阪大学免疫学フロンティア研究センター（おおさかだいがくめんえきがくフロンティアけんきゅうセンター、英: Immunology Frontier Research Center, Osaka University、略称: IFReC）は、世界トップクラスの免疫学研究推進と国際研究拠点構築を目的として、大阪大学吹田キャンパスに設置された研究センターである。

## 沿革
- 小泉内閣における総合科学技術会議（当時）の提言で選択と集中の方針が決まったことを受け、2007年10月1日に文部科学省は世界トップレベル国際研究拠点形成促進プログラム (WPI) を立ちあげた。この研究拠点として発足したのが、大阪大学の免疫研究者である岸本忠三、審良静男、平野俊夫らを中心とした本研究所である[1]。
  - 同時期にWPI拠点となったのは、東北大学 材料科学高等研究所 (AIMR)、東京大学 数物連携宇宙研究機構 (IPMU、現 Kavli-IPMU)、京都大学 物質-細胞統合システム拠点 (iCeMS)、物質・材料研究機構 国際ナノアーキテクトニクス研究拠点 (MANA) の計5つであった。
  - 国からのWPI交付金は、各拠点に年間13億 - 14億円であり、「国際的研究拠点の形成」に使われた[要出典]。
- 2017年3月末をもってWPI交付金は打ち切られた（Kavli-IPMU のみ5年間の延長）。IFReCを含む4拠点は、WPIアカデミー拠点と呼ばれるようになり、以降は自主財源での運営が求められている。IFReCは、2017年4月より、大阪大学世界最先端研究機構の傘下に入った。
- 2017年4月以降、大阪大学と中外製薬株式会社の結んだ「先端的な免疫学研究活動に関わる包括連携契約」による年間10億円×10年間の資金がIFReCの運営に充てられている[2]。同時期に大阪大学と大塚製薬株式会社が結んだ「先端的研究に関する包括連携契約」による10年間の運営資金も確保された [3]。両契約により、IFReCはWPI交付金以上の運営資金を手にすることになった。
- これら「包括連携契約」とは、創薬・治療法の開発には長期間の基礎研究が必須という合意のもと、IFReCの研究者に自由な研究活動を認めるもので、研究対象や使用目的を限定したいわゆる「共同研究契約」とは別ものである。この「包括連携契約」の先進性により、大阪大学と3社（中外製薬、大塚製薬、ダイキン工業）は、第1回日本オープンイノベーション大賞（文部科学大臣賞）を受賞した[4]。

## 特徴
- 大阪大学は歴史的に免疫学に強い伝統を持っており[要出典]、クラリベイト・アナリティクス（旧トムソン・ロイター） が毎年発表する「インパクトの高い論文数分析による研究機関ランキング」の免疫学分野において長らく[要出典]国内第1位の研究機関である[5]。
- IFReCは、大阪大学の免疫研究者の中から微生物病研究所、医学系研究科に所属する有力研究者を中心に発足した。その中には、審良静男（Toll様受容体についての研究）・岸本忠三（インターロイキン-6についての研究）が含まれる。2010年から坂口志文（制御性T細胞についての研究）、2015年から長田重一（Fasリガンドについての研究）が京都大学から加わった。これら4名は数々の国際賞に輝いており[要出典]、しばしばノーベル生理学・医学賞の候補に挙げられる[要出典]。また4名は米国科学アカデミー (National Academy of Sciences) の外国人会員であり、文化功労者にも列せられている（岸本は文化勲章受章）。
- WPIでは、分野を横断した融合研究が奨励されたため、当初IFReCは柳田敏雄を中心とするバイオイメージンググループと旧来の免疫学の融合を図っていた。その後、バイオインフォマティクス の研究者も採用し、膨大な測定データや遺伝情報をもとにした免疫反応の生体での予測にも取り組んでいる。
- 2017年以降、中外製薬、大塚製薬それぞれと結ばれた包括連携契約[2][3]のもと、研究成果（投稿論文）をもとにした創薬への展開を速めている。
- 2019年、IFReC拠点長を創設以来の審良静男から竹田潔に交代した。竹田は、審良と同じく岸本研究室（大阪大学大学院医学系研究科 呼吸器・免疫内科学）出身である。2019年7月以降、審良は坂口らとともにIFReCの主任研究者（特任教授）となって研究を続けている。

## 組織
※2019年8月1日時点

### WPI プログラム
- プログラムディレクター：黒木登志夫（2007年10月 - 2017年3月）
- プログラムオフィサー（IFReC 担当）：笹月健彦（2007年10月 - 2017年3月）
- アカデミーディレクター：黒木登志夫（2017年4月 - 2021年3月）、宇川彰（2021年4月 - ）
- アカデミーオフィサー（IFReC 担当）：笹月健彦（2017年4月 - 2021年3月）、松島綱治（2021年4月 - ）

### ホスト機関責任者
- 大阪大学総長

### 拠点長
- 審良静男（2007年10月 - 2019年6月）
- 竹田潔（2019年7月 - ）